# (2903) Zhuhai
(2903) Zhuhai ist ein Asteroid des Hauptgürtels, der am 23. Oktober 1981 am Purple-Mountain-Observatorium in Nanjing entdeckt wurde.
Der Asteroid wurde am 11. März 1990 nach der bezirksfreien Stadt Zhuhai in der chinesischen Provinz Guangdong benannt.